# Kékpettyes lábatlangyík
A kékpettyes lábatlangyík (Anguis colchica) a hüllők (Reptilia) osztályába, a pikkelyes hüllők (Squamata) rendjébe, a lábatlangyík-alakúak (Anguimorpha/Diploglossa) alrendjébe és a lábatlangyíkfélék (Anguidae) családjába tartozó faj.

## Elterjedése, élőhelye
Kelet-európai illetve nyugat-ázsiai elterjedésű faj, bár elterjedésének pontos határai nem ismertek. A nyugati határvonalat a Kárpát-medencében a Duna vonala jelöli ki, annak északi folytatását a Kárpátok nyugati pereménél északi irányba meghúzott képzeletbeli vonal képezi. Keleten az Urálig terjed, délkeleten, a Kaukázuson és északkelet-Anatólián át egészen Iránig megtalálható. Déli irányban ugyancsak a Duna bal partjáig terjedt el, a Dunától délre a közönséges lábatlangyík (Anguis fragilis) és a görög lábatlangyík (A. graeca) váltja fel.
Magyarországon a Dunától keletre található meg, a Dunántúlon csak a közönséges lábatlangyík fordul elő.

## Rendszerezés
Korábban a közönséges lábatlangyík (Anguis fragilis) alfajaként tartották számon. A legújabb törzsfejlődéstani vizsgálatok alapján azonban ma önálló fajnak tekintjük, amely három további, genetikailag némileg eltérő csoportra oszlik. Ezek elkülönülésük mértéke alapján alfajoknak tekinthetők:
- A. colchica colchica: a legnyugatibb elterjedésű, törzsalaknak tekinthető alfaj.
- A. colchica incerta: Északkelet-Európában fordul elő.
- A. colchica oorientalis: A Kaukázusban és Észak-Iránban fordul elő.

## Megjelenése
A lábak hiánya ellenére a lábatlan gyíkok könnyedén megkülönböztethetők a kígyóktól. Fejük gyíkszerűen magas és kicsi, farkuk tompább, testük zömökebb és a kígyókénál kevésbé mozgékony. Szemhéjuk csukható, szájukat a nyelvük kiöltésekor kinyitják, míg a kígyóké csukva marad. Negyven, legfeljebb ötven centiméter hosszúra nőnek. A test fémesen csillogó, sima, apró pikkelyek fedik. A hátoldal mindig barnás árnyalatú, a sárgástól a sötétbarnáig változik. Az oldalak valamivel világosabb árnyalatúak, a has fekete vagy sötétszürke. A kifejlett hímek hátoldalát égszínkék pettyek díszítik, de olykor a nőstényeken is előfordulnak.
Nehezen különböztethető meg a közönséges lábatlangyíktól (Anguis fragilis), elsősorban előfordulási helyük adhat támpontot: Magyarországon a közönséges lábatlangyík a Dunántúlon, a kékpettyes Kelet-Magyarországon fordul elő, ám helyenként populációik keverednek. A közönséges lábatlangyík kék pettyei kisebbek, többnyire csak a hímeken találhatóak. A kékpettyes lábatlangyík hallónyílása valamivel jobban látható, testének középtáján 26-30 hátpikkelysor található, míg a közönséges lábatlangyíknál csak 24-26.

## Életmódja
Rejtőzködő állat, elsősorban este és hajnalban aktív, a meleg, párás időt kedveli. Napközben rendszerint csak eső után mutatkozik. Mozgása viszonylag lassú, a kígyóknál kevésbé mozgékony. Az aljnövényzet rejtekében, szaglására hagyatkozva vadászik. Táplálékát főként gyűrűsférgek, lárvák és meztelencsigák alkotják. A kannibalizmus sem ritka. Megfogva ürülékével próbálja elriasztani támadóját, farkát más gyíkokhoz hasonlóan képes eldobni, majd újranöveszteni. Természetes ellenségei közé tartoznak a különböző ragadozó madarak, a sün, a vaddisznó és egyes kígyók, főként a rézsikló és az erdei sikló.
Szaporodása április-májusban történik, a hímek ilyenkor heves párviadalokat vívnak a nőstényekért. Álelevenszülő, a tojások az anya testében fejlődnek ki. A kis gyíkok augusztus-szeptemberben, vékony burokban jönnek a világra, amelyből azonnal kiszabadulnak.

## Védettsége
Mivel csak nemrégiben választották külön a közönséges lábatlangyíktól, Magyarországon a természetvédelmi szabályozások még nem különböztetik meg a két fajt. A kékpettyes lábatlangyík jogi státuszának rendezése fontos feladat. A lábatlangyíkok természetvédelmi értéke: 25 000 Ft.
Nem szerepel a vörös listán.